# Arthroleptis wahlbergii
Arthroleptis wahlbergii Smith, 1849 è un anfibio anuro, appartenente alla famiglia degli Artroleptidi.

## Etimologia
L'epiteto specifico è stato dato in onore di Johan August Wahlberg.

## Distribuzione e habitat
Si trova dall'estremo sud del Mozambico e Swaziland, possibilmente nelle aree di confine della provincia di Mpumalanga, Sudafrica, altrimenti a sud lungo la costa fino al Transkei (provincia del Capo orientale) e le aree costiere e centrali di KwaZulu-Natal.

## Tassonomia
Fino al 2018 era considerata sinonimo di questa specieA. wageri